# Neonerita haemasticta
Neonerita haemasticta là một loài bướm đêm thuộc phân họ Arctiinae, họ Erebidae.